# Sofia Rudbeck
Brita Maria Margareta Sofia Rudbeck, gift Arrhenius, född den 2 maj 1866 i Stjärna, Gamla Uppsala socken, Uppsala län, död 28 oktober 1937 i Stockholm, var en svensk fotograf. Hon var gift 1894–1896 med professorn och sedermera Nobelpristagaren i kemi, Svante Arrhenius, i hans första äktenskap.

## Barndom
Sofia Rudbeck var dotter till överste löjtnanten Carl Alexander Rudbeck (1822–1904) och hans hustru Hilda (1832–1898), född Altberg. Hon var näst yngst i en syskonskara på sex barn. Två äldre systrar, Anna (1861–1932) och Hilda "Malla" (1862–1938) blev sjukgymnaster och praktiserade i Paris.

## Karriär och äktenskap
Sofia Rudbeck tillhörde Sveriges tidiga kvinnliga studenter. Den 20 maj 1884 tog hon studenten tillsammans med åtta andra kvinnor vid Wallinska skolan i Stockholm, en privat flickskola som 1874 fått examensrätt. Sofia gick latinlinjen. Bland klasskamraterna fanns bland annat Ebba von Hallwyl, gift von Eckermann och Oscara von Sydow, gift Steffen. Åren 1884–89 arbetade hon som lärare. Hon fortsatte sedan som student vid Uppsala universitet, där hon tog en fil. kand. i maj 1892. I examen hade hon fått kungligt tillstånd att byta ut ämnet latin mot geologi och mineralogi. Samma vår invaldes hon som första kvinna i Geologiska föreningen.
Sofia Rudbeck var privatamanuens vid Stockholms Högskolas fysiska institut 1893–95. Där förlovade hon sig 1893 med den sju år äldre docenten och fil.dr. Svante Arrhenius. De gifte sig i maj 1894 i Uppsala domkyrka. Paret fick en son, Olof Wilhelm Arrhenius (1895–1977), men äktenskapet blev turbulent och de skilde sig redan 1896.
Efter skilsmässan verkade Sofia Arrhenius som fotograf i Stockholm.  Hon var medlem i Akademiskt bildade kvinnors förening, där hon 1906 undertecknade det upprop som skickades till kungen för akademiskt utbildade kvinnors rättigheter.
Hon avled i en ålder av 71 år och är begravd på Uppsala gamla kyrkogård.

## Fotnoter
1. ↑  Svenskagravar.se, läs online, läst: 20 september 2020.[källa från Wikidata]
2. 1 2 3  ”Rudbeck nr 1637 - Adelsvapen-Wiki”. adelsvapen.com. Arkiverad från originalet den 13 mars 2017. https://web.archive.org/web/20170313214657/https://www.adelsvapen.com/genealogi/rudbeck_nr_1637. Läst 8 mars 2017.
3. ↑  ”Sök bland svenska dagstidningar”. tidningar.kb.se. http://tidningar.kb.se/. Läst 8 mars 2017.
4. 1 2  ”Svenska kvinnor från skilda verksamhetsområden”. https://gupea.ub.gu.se/bitstream/2077/33654/1/gupea_2077_33654_1.pdf. Läst 12 mars 2017.
5. ↑  ”Sök bland svenska dagstidningar”. tidningar.kb.se. http://tidningar.kb.se/?q=%22sofia%20rudbeck%22&sort=asc. Läst 12 mars 2017.
6. ↑  ”Sök bland svenska dagstidningar”. tidningar.kb.se. http://tidningar.kb.se/?q=%22sofia%20rudbeck%22%20geologiska. Läst 12 mars 2017.
7. ↑  ”Arrhenius, Brita Maria Margareta Sofia (1866–1937) - KulturNav”. kulturnav.org. http://kulturnav.org/82d56c0f-ab52-4554-b5e5-879373f2f75f. Läst 8 mars 2017.
8. ↑  ”Till Konungen 1906”. Arkiverad från originalet den 9 mars 2017. https://web.archive.org/web/20170309061404/http://www.ub.gu.se/kvinndata/portaler/kunskap/kaf/konungen1906.pdf. Läst 8 mars 2017.
9. ↑  SvenskaGravar